# Liste der Stolpersteine in der Provinz Treviso
Die Liste der Stolpersteine in der Provinz Treviso enthält die Stolpersteine, die vom Kölner Künstler Gunter Demnig in der italienischen Provinz Treviso in der Region Venetien verlegt wurden. Stolpersteine erinnern an das Schicksal der Menschen, die von den Nationalsozialisten ermordet, deportiert, vertrieben oder in den Suizid getrieben wurden.
Stolpersteine liegen im Regelfall vor dem letzten selbstgewählten Wohnsitz des Opfers. Die ersten Verlegungen in dieser Provinz fanden am 19. Januar 2020 statt. Die italienische Übersetzung des Begriffes Stolpersteine lautet: pietre d’inciampo.

## Verlegte Stolpersteine
Die Tabellen sind teilweise sortierbar; die Grundsortierung erfolgt alphabetisch nach dem Familiennamen.

### Mogliano Veneto
In Mogliano Veneto wurden folgende Stolpersteine verlegt.
| Stolperstein | Übersetzung                                                                                   | Verlegeort                | Name, Leben                     |
| ------------ | --------------------------------------------------------------------------------------------- | ------------------------- | ------------------------------- |
|              | HIER WAR VERSTECKT ALBA VIVANTE JG. 1872 VERHAFTET 7.8.1944 DEPORTIERT AUSCHWITZ ERMORDET     | Via Marignana, 45 Marocco | Alba Vivante (1872–1944/45)     |
|              | HIER WAR VERSTECKT ANNA VIVANTE JG. 1866 VERHAFTET 7.8.1944 DEPORTIERT AUSCHWITZ ERMORDET     | Via Marignana, 45 Marocco | Anna Vivante (1866–1944/45)     |
|              | HIER WAR VERSTECKT COSTANTE VIVANTE JG. 1872 VERHAFTET 7.8.1944 DEPORTIERT AUSCHWITZ ERMORDET | Via Marignana, 45 Marocco | Costante Vivante (1872–1944/45) |
|              | HIER WAR VERSTECKT IDA VIVANTE JG. 1870 VERHAFTET 7.8.1944 DEPORTIERT AUSCHWITZ ERMORDET      | Via Marignana, 45 Marocco | Ida Vivante (1872–1944/45)      |

### Pieve di Soligo
In Pieve di Soligo wurden folgende Stolpersteine verlegt.
| Stolperstein | Übersetzung | Verlegeort                               | Name, Leben                     |
| ------------ | --- | ---------------------------------------- | ------------------------------- |
|              | IN PIEVE DI SOLIGO WOHNTE ANGELO MARINELLI JG. 1894 VERHAFTET 10.8.1944 DEPORTIERT KAHLA GESTORBEN 2.5.1945 BUCHENWALD  | Piazza Vittorio Emanuele Pieve di Soligo | Angelo Marinelli (1872–1944/45) |
|              | IN PIEVE DI SOLIGO WOHNTE GIOVANNI PADOIN JG. 1913 VERHAFTET ALBANIEN DEPORTIERT DÖBERITZ SCHICKSAL UNBEKANNT           | Piazza Vittorio Emanuele Pieve di Soligo | Giovanni Padoin (1872–1944/45)  |
|              | IN PIEVE DI SOLIGO WOHNTE GREGORIO SALAMON JG. 1911 VERHAFTET 20.8.1944 DEPORTIERT KAHLA GESTORBEN 21.1.1945 BUCHENWALD | Piazza Vittorio Emanuele Pieve di Soligo | Gregorio Salamon (1911–1945)    |
|              | IN PIEVE DI SOLIGO WOHNTE LUIGI STELLA JG. 1912 VERHAFTET JUGOSLAWIEN DEPORTIERT HAMMERSTEIN GESTORBEN 25.5.1945        | Piazza Vittorio Emanuele Pieve di Soligo | Luigi Stella (1912–1945)        |

### Susegana
In Susegana wurden folgende Stolpersteine verlegt.
| Stolperstein | Übersetzung                                                                                   | Verlegeort                   | Name, Leben                    |
| ------------ | --------------------------------------------------------------------------------------------- | ---------------------------- | ------------------------------ |
|              | IN SUSEGANA WOHNTE GUERRINO LOVATELLO JG. 1915 DEPORTIERT 1943 FÜLLEN ERMORDET 28.1.1945      | Biblioteca Comunale Susegana | Guerrino Lovatello (1915–1945) |
|              | IN SUSEGANA WOHNTE ANGELO MODANESE JG. 1912 DEPORTIERT 1943 WOLFSBURG ERMORDET 14.3.1944      | Biblioteca Comunale Susegana | Angelo Modanese (1912–1945)    |
|              | IN SUSEGANA WOHNTE SANTE ZANARDO JG. 1913 DEPORTIERT 1943 EGGENDORF ERMORDET 23.12.1944       | Biblioteca Comunale Susegana | Sante Zanardo (1913–1944/45)   |
|              | IN SUSEGANA WOHNTE VITTORIO ZANCO JG. 1907 DEPORTIERT 1943 KATOWICE ERMORDET 4.4.1944         | Biblioteca Comunale Susegana | Vittorio Zanco (1907–1944)     |
|              | IN SUSEGANA WOHNTE MASSIMO ZUCCON JG. 1924 DEPORTIERT 1943 MITTELBAU-DORA ERMORDET 28.12.1943 | Biblioteca Comunale Susegana | Massimo Zuccon (1924–1943)     |

### Treviso
In Treviso wurden folgende Stolpersteine verlegt.
| Stolperstein | Übersetzung                                                                                      | Verlegeort                   | Name, Leben                        |
| ------------ | ------------------------------------------------------------------------------------------------ | ---------------------------- | ---------------------------------- |
|              | HIER WOHNTE RUTH BONDI SCHLESINGER JG. 1880 VERHAFTET 1.8.1944 SCHICKSAL UNBEKANNT               | Parco Sant'Artemisio Treviso | Ruth Bondi Schlesinger (1880–1944) |
|              | HIER WOHNTE ELENA GUTTMANN JG. 1881 VERHAFTET 1.8.1944 SCHICKSAL UNBEKANNT                       | Parco Sant'Artemisio Treviso | Elena Guttmann (1881–1944/45)      |
|              | HIER WOHNTE RUGGERO POLACCO JG. 1901 VERHAFTET 1.8.1944 INTERNIERT RISIERA DI SAN SABBA ERMORDET | Parco Sant'Artemisio Treviso | Ruggero Polacco (1901–1944/45)     |
|              | HIER WOHNTE SALVATORE SEGRÉ JG. 1882 VERHAFTET 1.8.1944 DEPORTIERT AUSCHWITZ ERMORDET            | Parco Sant'Artemisio Treviso | Salvatore Segré (1882–1944/45)     |

## Verlegedaten
- 28. Januar 2023: Treviso
- 14. Januar 2024: Pieve di Soligo, Susegana[1]
- 30. Januar 2024: Mogliano Veneto[2]